# Brödkorgssvampar

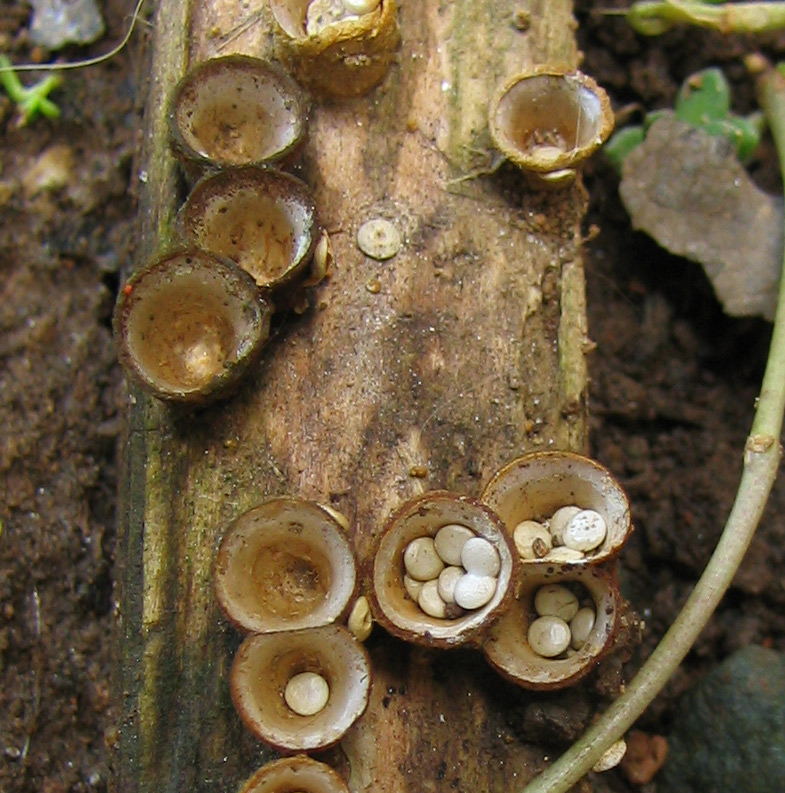
Gul brödkorgssvamp

Brödkorgssvampar är svampar med små och bägarliknande eller krukformiga fruktkroppar i släktena Crucibulum och Cyathus. Som ung har fruktkroppen ett lock, vilket öppnar sig då den mognar. Då fruktkroppen är öppen upptill, blir de linsformiga kapslar, så kallade peridioler, som bildar sporer synliga. Dessa sporkapslar, där de ligger i de bägarformiga fruktkropparna, har ansetts påminna lite om bröd i en brödkorg, därav benämningen "brödkorgssvampar".

## Ekologi
Brödkorgssvampar växer på marken eller på murken ved eller murket trä.

## Arter (urval)
- Blygrå brödkorgssvamp, Cyathus olla
- Gul brödkorgssvamp, Crucibulum laeve
- Strimmig brödkorgssvamp, Cyathus striatus